# Stenogrammitis tomensis
Stenogrammitis tomensis är en stensöteväxtart som först beskrevs av Schelpe, och fick sitt nu gällande namn av Paulo Henrique Labiak. Stenogrammitis tomensis ingår i släktet Stenogrammitis och familjen Polypodiaceae. Inga underarter finns listade.